# Bencah
Bencah is een bestuurslaag in het regentschap Bangka Selatan van de provincie Bangka-Belitung, Indonesië. Bencah telt 5366 inwoners (volkstelling 2010).